# 白掌長臂猿
白掌長臂猿（學名：Hylobates lar）或白手長臂猿，屬於長臂猿屬，是一種動物園中比較常見的長臂猿。

## 分布
白掌長臂猿分佈在中國西南部、緬甸、寮國、泰國和整個馬來半島。印尼的蘇門答腊島上也有白掌長臂猿的蹤跡。常见于热带森林。该物种的模式产地在马六甲。

## 特征
白掌長臂猿的毛色為黑色或褐色，手臂較長，手掌和腳掌部分為白色，臉部四周也長著一圈白毛。雄性和雌性的體型差別不大。

## 习性
白天活動，樹栖性，棲息在雨林中，很少下地活動，而是通過長長的手臂在林閒穿梭。群居。食物主要是水果，也吃樹葉、花蕾和昆蟲。

### 繁衍
孕期為七至八個月，通常每胎一仔，幼白掌長臂猿一般要照料兩年，八年完全成熟，野外平均壽命約為25年。

## 保护现状
- 作为瀕危動物[1]，白掌長臂猿面臨多種威脅，主要包括人類的獵食、棲息地的減少等等。
- 中国国家重点保护动物等级：一级
- 中国濒危动物红皮书等级：濒危

## 分类
包括五個亞種：
- 馬來白掌長臂猿 Hylobates lar lar
- 卡氏白掌長臂猿 Hylobates lar carpenteri
- 中部白掌長臂猿 Hylobates lar entelloides
- 蘇門答腊白掌長臂猿 Hylobates lar vestitus
- 雲南白掌長臂猿 Hylobates lar yunnanensis Ma et Wang于1986年命名。在中国大陆，分布于云南（南部）等地。该物种的模式产地在云南勐连,腊福。[3]

## 画廊

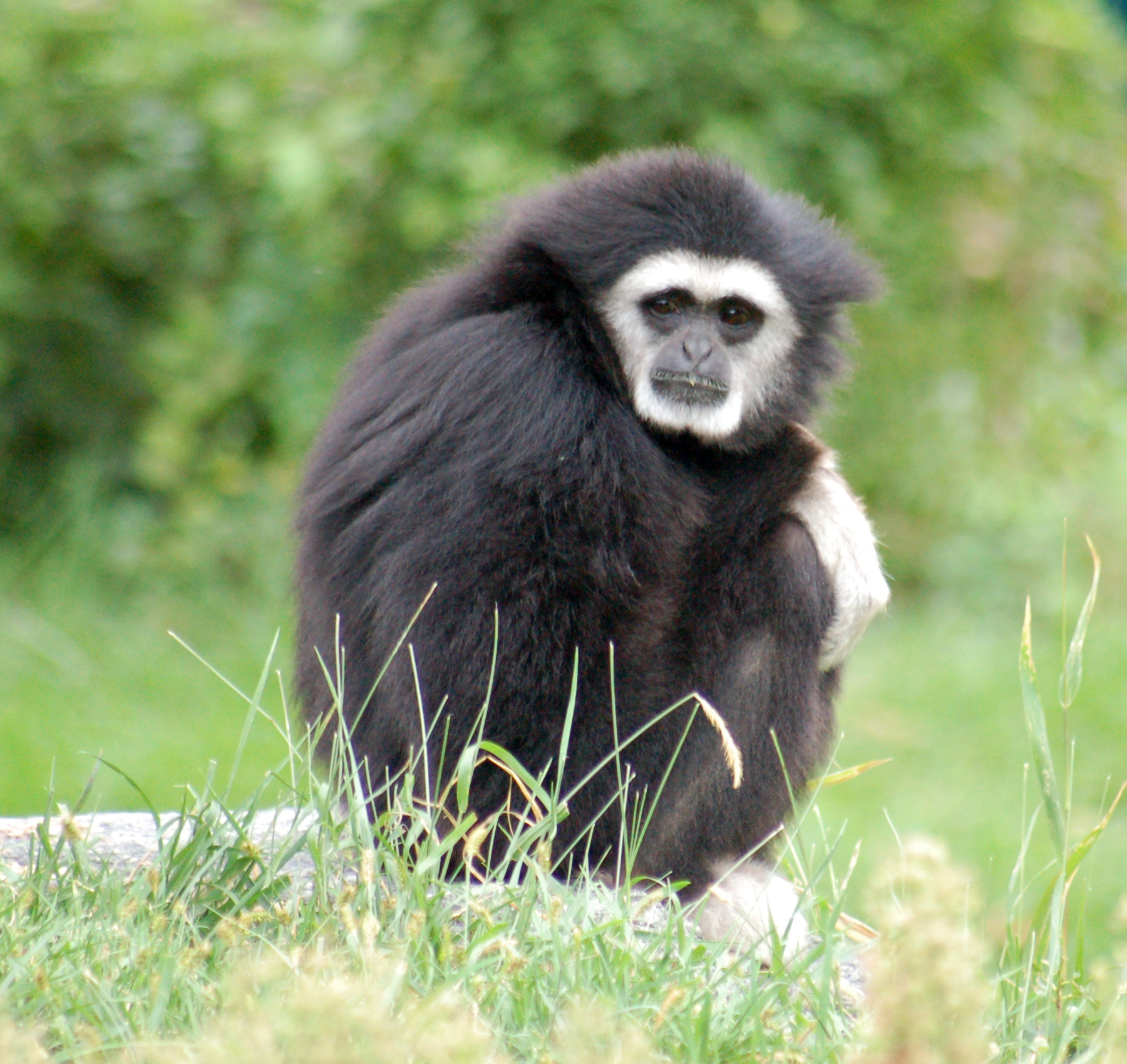
黑色的白掌長臂猿
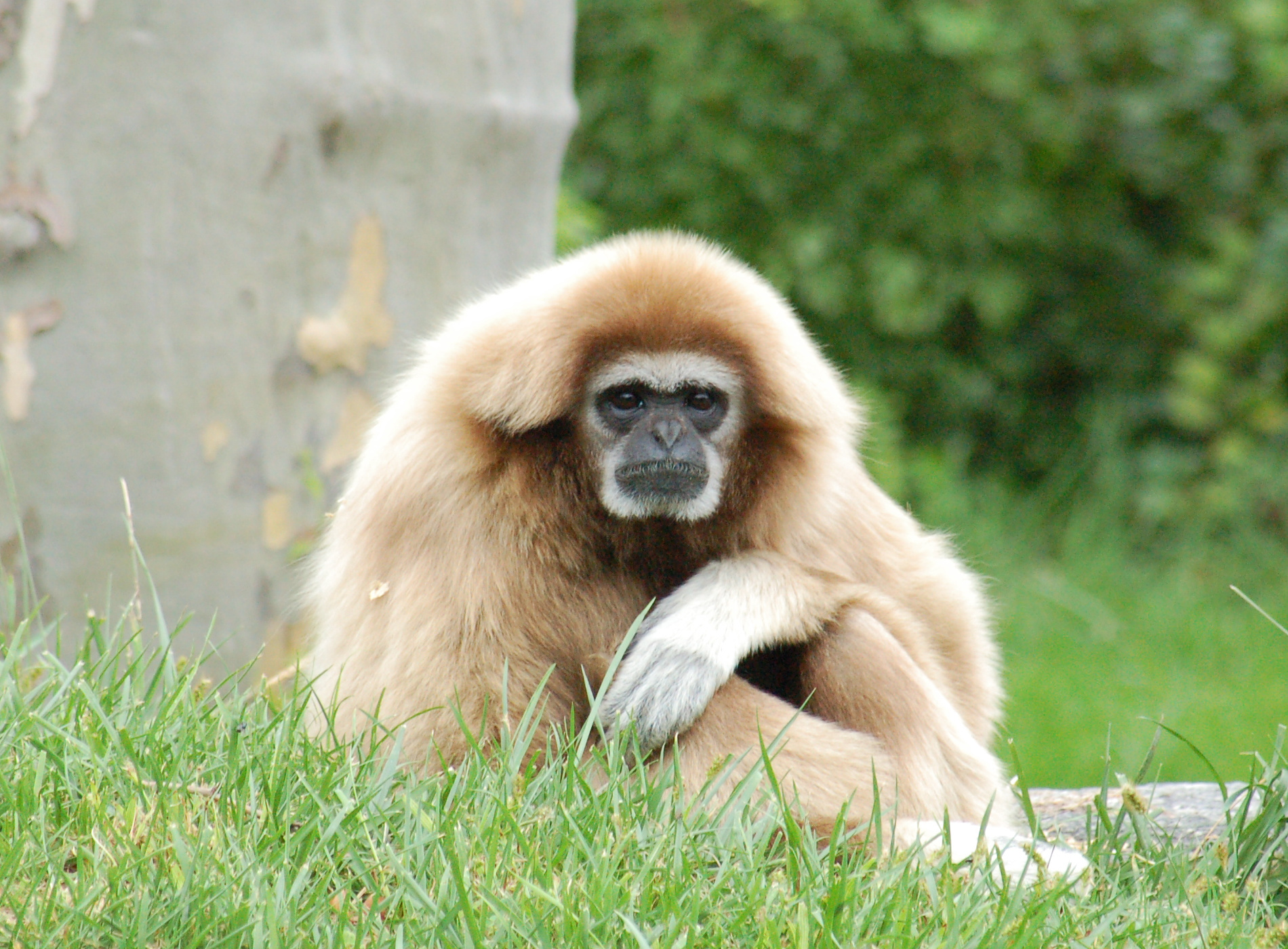
淺褐色的白掌長臂猿